# Estación de Huichapan
Huichapan fue una estación de trenes que se encuentra en Huichapan, Hidalgo.

## Historia
La estación fue construida en terrenos adquiridos por el antiguo Ferrocarril Nacional de México el 23 de noviembre de 1904; fecha en que la compañía ferrocarrilera ya ocupaba parte de esos terrenos con sus derecho de vía. El techo de la estación originalmente fue de madera y cubierta de lámina, un incendio la destruyó y en 1948 fue reconstruida adaptándosele el techo de concreto que aún persiste.